# Epidapus gracilis
Epidapus gracilis is een muggensoort uit de familie van de rouwmuggen (Sciaridae). De wetenschappelijke naam van de soort is voor het eerst geldig gepubliceerd in 1848 door Francis Walker.